# 펀펀 트롯
오원화의 펀펀 트롯은 TBN 광주교통방송(광주, 목포, 해남, 진도 FM 97.3MHz, 여수, 순천, 광양 FM 103.5MHz)에서 주말 낮 12시부터 1시 55분까지 방송된 광주, 전남지역의 트로트 음악 프로그램이다.

## 코너 소개

### 토요일
- 별별 트로트 : 별별가수와 함께하는 데이트
- 싸목싸목 나들이 : 룰루랄라~가벼운 마음으로 떠나는 동네 나들이

### 일요일
- 오메, 이 노래 들어봤는가! : 오메 , 아는 사람만 아는 이 노래 파헤치기